# NOL
NOL (Непізнаний літаючий об'єкт) — шостий студійний альбом польського блюз-рокового гурту Breakout виданий у 1976 році.

## Перелік пісень
1. Taki wiatr
2. Słuchaj rytmu
3. W pochodzie codzienności
4. Biel
5. Chciałbym być słońcem
6. Gdzie mnie wiodą
7. Co to za człowiek
8. Zabierz smutek

## Склад гурту
- Тадеуш Налепа — гітара, вокал
- Міра Кубашіньська — вокал
- Богдан Левандовський — клавішні
- Збігнев Випич — бас-гітара
- Анджей Тилець — ударні